# Going Bananas (seriado)
Going Bananas (no Brasil, Miss Banana) é um seriado de televisão produzido nos Estados Unidos em 1984, pela Hanna-Barbera e exibido pela NBC.

## História
Roxana, uma orangotango fêmea, foge do caminhão do zoológico e acaba sendo adotada pela família Cole. Após algum tempo, uma nave desce do céu e ela ganha superpoderes, ajudando os membros da família com seus problemas do dia-a-dia a partir daquele momento.
Dois bandidos tentam perseguir o animal para roubar os superpoderes, mas Roxana os derrota, embora cause vários problemas para os Coles.

## Exibição no Brasil
Miss Banana foi exibido no Brasil pelo SBT, em 1995, chegando a ser apresentado antes do Programa Silvio Santos, nas manhãs de domingo.

## Elenco
- James Avery - Hank
- Marie Denn - Gran
- Emily Moltrie - Louise
- Bill Saluga - Hubert
- Tim Topper - Jamie
- Lynnanne Zager - Entregadora